# Cheb (stacja kolejowa)
Cheb – stacja kolejowa w Chebie, w kraju karlowarskim, w Czechach. Położona jest na wysokości 460 m n.p.m. Jest to ważna stacja węzłowa. W ruchu osobowym jest obsługiwana przez České dráhy i Vogtlandbahn.

## Linie kolejowe
- linia 140: Cheb – Tršnice – Karlowe Wary – Chomutov (dalej na Uście nad Łabą)
- linia 146: Cheb – Tršnice – Luby u Chebu
- linia 147: Cheb – Franciszkowe Łaźnie – Plauen (Vogtland)
- linia 148: Cheb – Franciszkowe Łaźnie – Aš – Hranice
- linia 170: Cheb – Pilzno – Beroun (dalej na Pragę)
- linia 179: Cheb – granica Czech/Niemiec (dalej na Schirnding i Norymbergę)